# Maizeray
Maizeray ist eine französische Gemeinde mit 24 Einwohnern (Stand: 1. Januar 2022) im Département Meuse in der Region Grand Est (bis 2015: Lothringen). Sie gehört zum Arrondissement Verdun, zum Kanton Étain und zum Gemeindeverband Territoire de Fresnes-en-Woëvre.

## Geografie
Die Gemeinde Maizeray liegt in der Landschaft Woëvre, etwa auf halbem Weg zwischen den Städten Verdun und Metz. Umgeben wird Maizeray von den Nachbargemeinden Pareid im Norden, Harville im Osten und Südosten, Marchéville-en-Woëvre im Südwesten, Riaville im Westen sowie Pintheville im Nordwesten.

## Bevölkerungsentwicklung
| Jahr                       | 1962 | 1968 | 1975 | 1982 | 1990 | 1999 | 2004 | 2009 | 2019 |
| Einwohner                  | 32   | 36   | 28   | 30   | 31   | 34   | 39   | 36   | 29   |
| Quellen: Cassini und INSEE |      |      |      |      |      |      |      |      |      |

## Sehenswürdigkeiten
- Kirche Saint-Florent, erbaut im 15. Jahrhundert
- Deutsche Kriegsgräberstätte des Ersten Weltkriegs

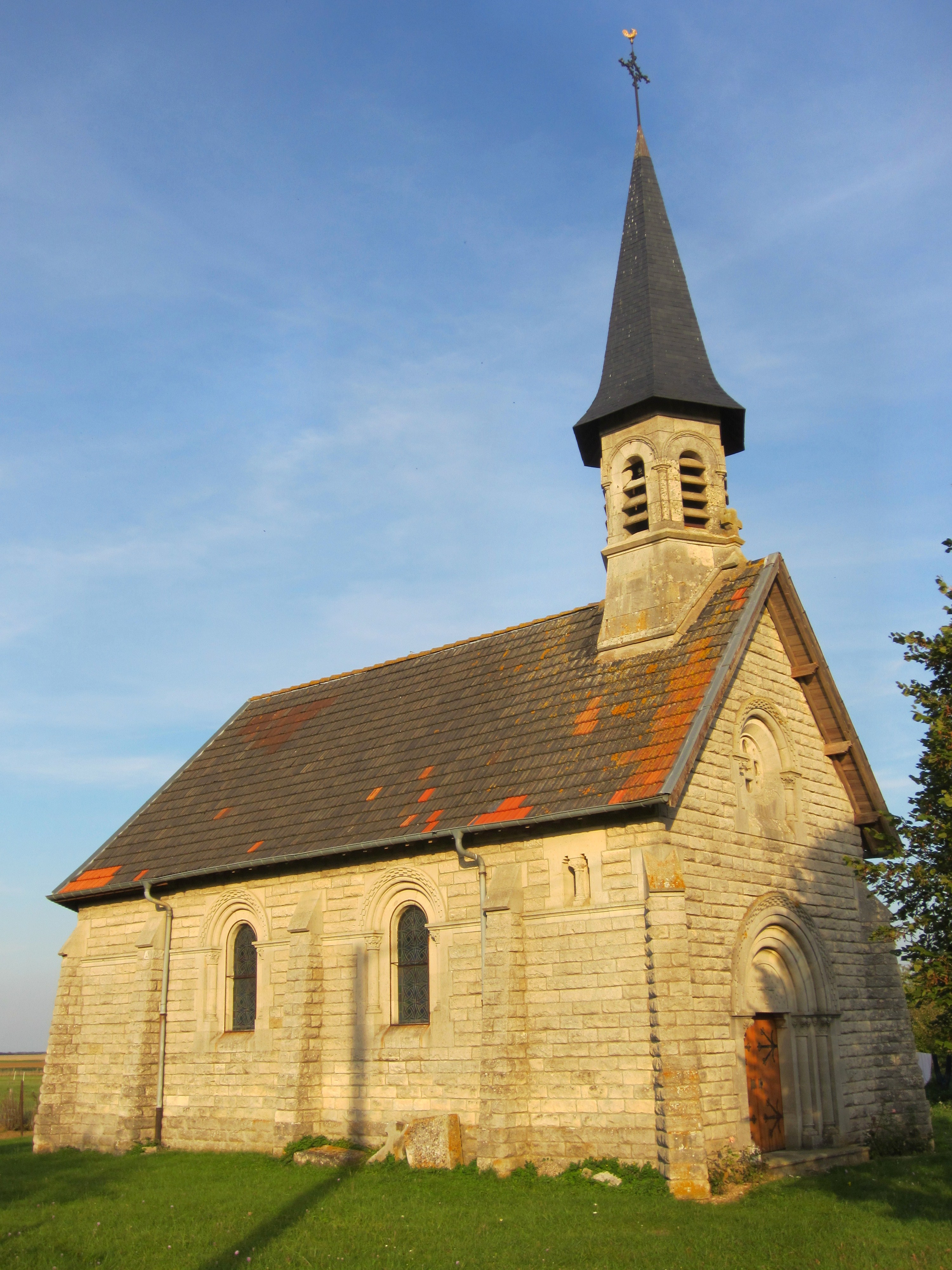
Kirche Saint-Florent
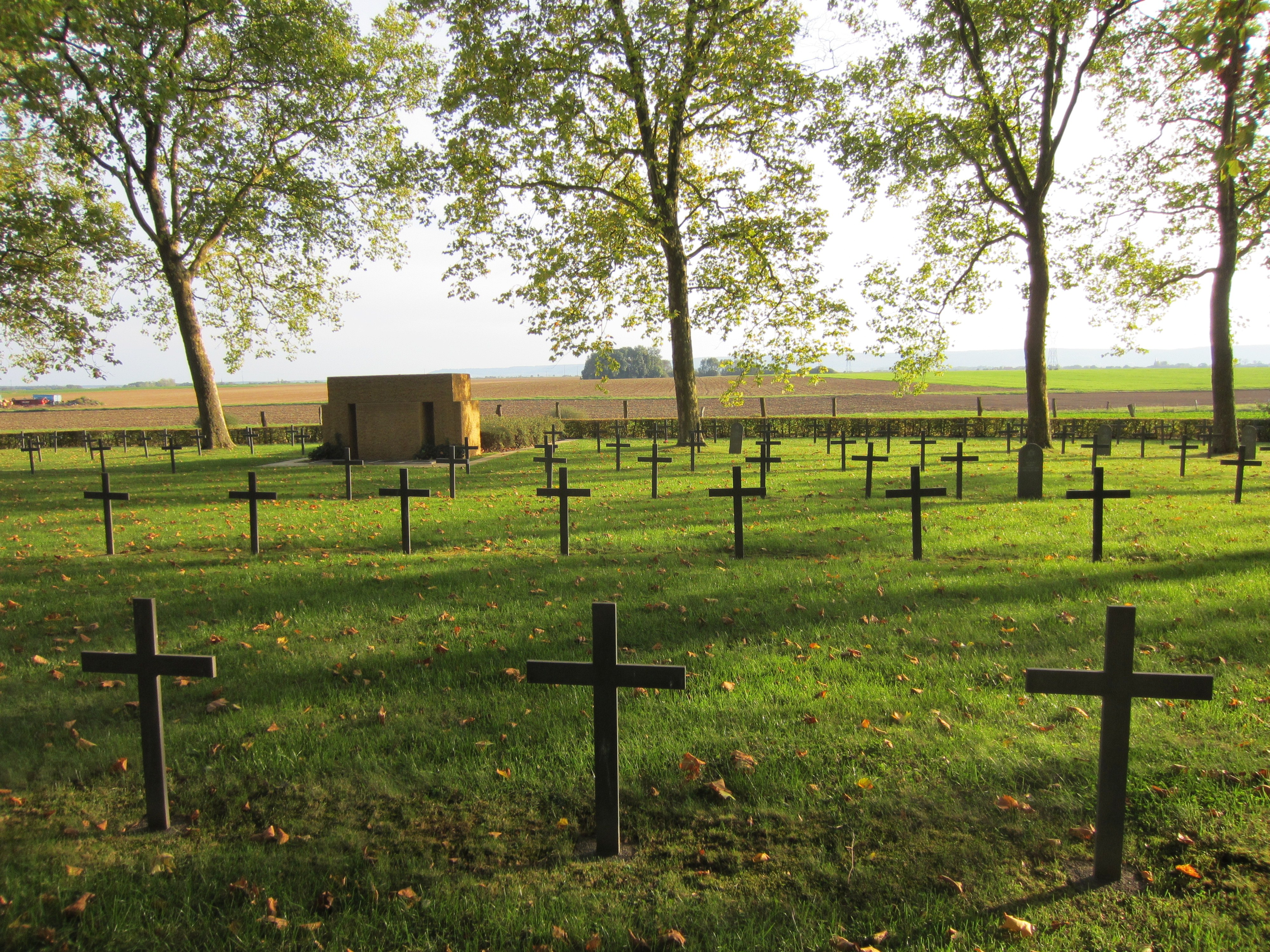
Deutscher Soldatenfriedhof